# Sâncraiu (Cluj)
Sâncraiu (in ungherese Kalotaszentkirály, in tedesco Heilkönig o Sehngrall) è un comune della Romania di 1 700 abitanti, ubicato nel distretto di Cluj, nella regione storica della Transilvania.
Il comune è formato dall'unione di 5 villaggi: Alunișu, Brăișoru, Domoșu, Horlacea, Sâncraiu.

## Storia
Il comune è menzionato in un documento ufficiale per la prima volta nel 1288 quando era residenza di numerosi nobili ungheresi. Anche gli altri villaggi che formano attualmente il comune sono stati fondati tra il 1400 e il 1500.

## Società

### Evoluzione demografica
In tabella l'evoluzione nel tempo della popolazione e l'etnia: